# (99) Дике
(99) Дике (лат. Dike) — астероид главного пояса, относящийся к тёмному спектральному классу C. Он был открыт 28 мая 1868 года французским астрономом Альфонсом Борелли в Марсельской обсерватории, Франция и назван в честь Дике, древнегреческой богини правды и справедливости.

Орбита астероида Дике и его положение в Солнечной системе
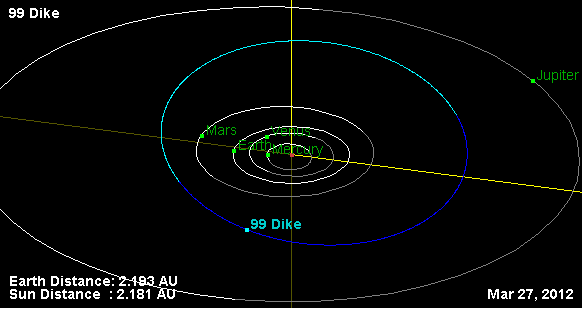
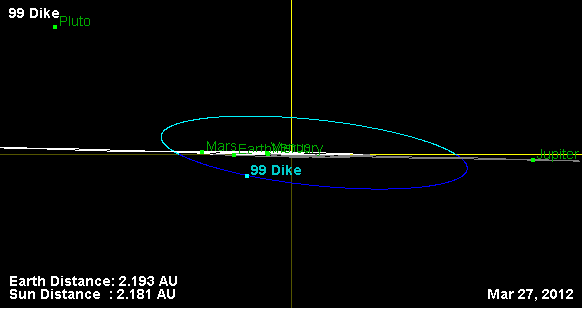

В 1995 году группа астрономов из разных стран проанализировала данные наблюдений 27 астероидов, в том числе и Дике. Результаты исследования позволили уточнить период вращения астероида.